# Melina Gomba
Matshidiso Melina Gomba é uma política sul-africana que é Membro do Parlamento (MP) pelo Congresso Nacional Africano desde 2019.
Actualmente é Presidente do Comité de Portefólio de Turismo.